# Monte Sernio
El Monte Sernio és una muntanya de 2.187 m de la serralada dels Alps Càrnics, que es troba, al costat del proper Creta Grauzaria, a la serralada entre la Val Chiarsò i la Val Aupa, a la província d'Udine (Friül-Venècia Júlia, Itàlia).

## Classificació
Segons la SOIUSA, la classificació del Mont Sernio és la següent:
- Gran part: Alps orientals
- Gran sector: Alps del sud-est
- Secció: Alps Càrnics i del Gail
- Subsecció: Alps Càrnics
- Supergrup: Alps Tolmezzine orientals
- Grup: Grup de Sernio-Grauzaria
- Subgrup: Massís Sernio-Palasecca
- Codi: II/C-33.I-D.13.b